# کیویس رمانوس سوم
عبارت لاتین کیویس رُمانوس سوم (civis romanus sum) به معنی «من شهروند رم هستم» عبارتی است که در کتاب علیه وِرِس اثر کیکرو به عنوان دفاعیه‌ای برای برخورداری از حقوق قانونی شهروندان رم آمده است. شهروندان رم هنگام سفر در اقصی نقاط امپراتوری روم، با گفتن کیویس رمانوس سوم امنیت را برای خود تضمین می‌کردند.
در فصل ۲۱ اعمال رسولان عهد جدید آمده، وقتی پولس زندانی شد و در حال محاکمه بود، از این دفاعیه استفاده کرد که چون شهروند رم است، بایستی در پیشگاه قیصر محاکمه شود، و محاکمهٔ او در اورشلیم معلق و به شهر رم موکول شود.

۲۲) مردم تا اینجا به پولس گوش می‌دادند، اما چون این را گفت، صدای خود را بلند کرده، فریاد زدند: «زمین را از وجود چنین کسی پاک کنید که زنده ماندنش روا نیست!» ۲۳) در آن حال که آنان فریادکشان رداهای خود را بالای سر تکان می‌دادند و خاک برمی‌افشاندند، ۲۴) فرمانده دستور داد پولس را به قلعه برده، تازیانه زنند و از او بازخواست کنند تا معلوم شود به چه سبب این‌چنین علیه او فریاد می‌کشند. ۲۵) هنگامی که پولس را برای تازیانه زدن می‌بستند، به افسری که آنجا ایستاده بود، گفت: «آیا قانون به شما اجازه می‌دهد یک نفر تبعهٔ روم را تازیانه بزنید، در حالی که حتی محاکمه نشده است؟» ۲۶) افسر چون این را شنید، نزد فرمانده رفت و به او گفت: «هیچ می‌دانی چه می‌کنی؟ این مرد تبعهٔ روم است!» ۲۷) فرمانده نزد پولس آمد و از او پرسید: «بگو ببینم، آیا تو تبعهٔ روم هستی؟» پاسخ داد: «بله، هستم.» ۲۸) آنگاه فرمانده گفت: «من برای به دست آوردن این تابعیت، بهایی گران پرداخته‌ام.» پولس در پاسخ گفت: «اما من با این تابعیت زاده شده‌ام!» ۲۹) آنان که قرار بود از او بازخواست کنند، در دم خود را کنار کشیدند. فرمانده نیز که دریافته بود یک رومی را در بند نهاده است، سخت هراسان بود.

لرد پالمرستون وقتی به پارلمان بریتانیا احضار شد که توضیح دهد چرا سر قضیهٔ دن پاسیفیکو، کشور یونان را محاصره کرده  است، به عبارت کیویس رمانوس سوم متوسل شد. او در سخنرانی‌اش در ۲۵ ژوئن ۱۸۵۰ در مجلس عوام پارلمان بریتانیا گفت، هر شهروند بریتانیا در هر جای جهان باید مشمول حمایت امپراتوری بریتانیا شود، همانطور که شهروندان رم تحت حمایت امپراتوری روم بودند.
جان اف کندی، رئیس‌جمهور آمریکا، حین سخنرانی من یک برلینی هستم در سال ۱۹۶۳ گفت: «دو هزار سال پیش، فخرفروشانه‌ترین سخن، کیویس رمانوس سوم بود. امروز، در دنیای آزادی، فخرفروشانه‌ترین سخن ایش بین آین برلینر است.»